# Johannes Nepomucenus
Johannes Nepomucenus of Johannes van Nepomuk (Tsjechisch: Jan Nepomucký) (Nepomuk, West-Bohemen, rond 1350 – Praag, 20 maart 1393) was een priester en martelaar en is een rooms-katholieke heilige. Gedurende de 18e eeuw kende zijn verering een grote bloeiperiode in West-Europa, onder andere in Sint-Niklaas, waar een belangrijke reliek wordt bewaard.

## Leven
Johannes Nepomuk (oorspronkelijke naam: Welfflin of Wolfflin) werd tussen 1340 en 1350 geboren in het plaatsje Pomuk in Bohemen. Zijn ouders moeten redelijk welvarend geweest zijn, want Johannes kon studeren aan het plaatselijke klooster, later in Praag en zelfs aan de universiteit van Padua.
In 1380 werd hij pastoor van de Sint-Gallusparochie in Praag.  Zijn leven als een bescheiden en diepgelovig mens trok de aandacht van de kerkelijke hoogwaardigheidsbekleders en hij werd al snel aangesteld als predikant van de Týnkerk in de Praagse binnenstad. Ten slotte werd hij in 1387 vicaris-generaal van de bisschop in Praag. Hij preekte van dan af ook herhaaldelijk in de Domkerk en door zijn wijze en intelligente preken kwamen de mensen van heinde en verre naar hem luisteren.
Zijn optreden ontsnapte niet aan de aandacht van de toenmalige koning Wenceslaus IV van Bohemen. Wenceslaus werd toentertijd gevreesd door zijn tiranniek optreden tegenover iedereen die het niet met hem eens was. Om Johannes aan zich te binden bood hij hem een betrekking aan aan het hof. Johannes weigerde het aanbod en de daarmee samenhangende privileges. Volgens de overlevering aanvaardde Johannes enkel het ambt van persoonlijke biechtvader van de koningin, Sophia van Beieren. Aangezien er sinds 1384 een openlijk conflict bestond tussen Kerk en Hof viel deze beslissing niet in goede aarde. De koning zon op wraak. Op 20 maart 1393 werd Johannes tijdens onderhandelingen tussen Kerk en Hof gearresteerd. Diezelfde nacht werd hij afschuwelijk gefolterd en vanaf de Karelsbrug in de Moldau gegooid en is hij verdronken. De werkelijke redenen voor dit gruwelijke optreden blijven vaag, maar volgens de volksmond zou Wenceslaus woedend zijn geworden toen Johannes had geweigerd te verklappen of de koningin al dan niet gebiecht had dat ze er een minnaar op nahield.
Nadien zou de bisschop van Praag hierover een brief hebben geschreven naar paus Bonifatius IX: "Nadat men zijn rechter- en linkerzij zozeer verbrand had dat hij in feite al ten dode was opgeschreven, werd doctor Johannes, mijn beste vicaris, openlijk door de straten van de stad naar de Moldau gesleept. Terwijl zijn handen op zijn rug werden vastgemaakt, bond men hem - als ware hij een wagenwiel - met zijn hoofd aan zijn voeten; in zijn mond zette men een stuk hout rechtop zodat deze wreed werd opengescheurd. Zo hebben ze hem naar beneden gegooid en verdronken."

## Legende
Het gruwelijk verminkte lichaam van de geestelijke zou 's nachts zijn komen bovendrijven, omgeven door vijf blinkende sterren. De toegestroomde mensen herkenden hun geliefde priester en predikant. Ze haalden hem uit het water en legden hem op de oever. 's Anderendaags stroomden duizenden mensen toe en droegen zijn lichaam onder rouwbeklag naar de domkerk. Vooral de armen van de stad konden maar geen afscheid nemen van hem die voor hen altijd geweest was als een liefhebbende vader. Koning Wenceslaus gaf nog de opdracht het lijk op een onbekende plaats te begraven, maar er hing daar zo'n geur van heiligheid dat hij al snel werd ontdekt. Onder plechtig vertoon werd Johannes Nepomuk dan bijgezet in de Sint-Vituskathedraal te Praag. Daar wordt hij sindsdien door de gelovigen vereerd en velen verkregen van hem uit de hemel het wonder waarom ze hem smeekten.

## Verering

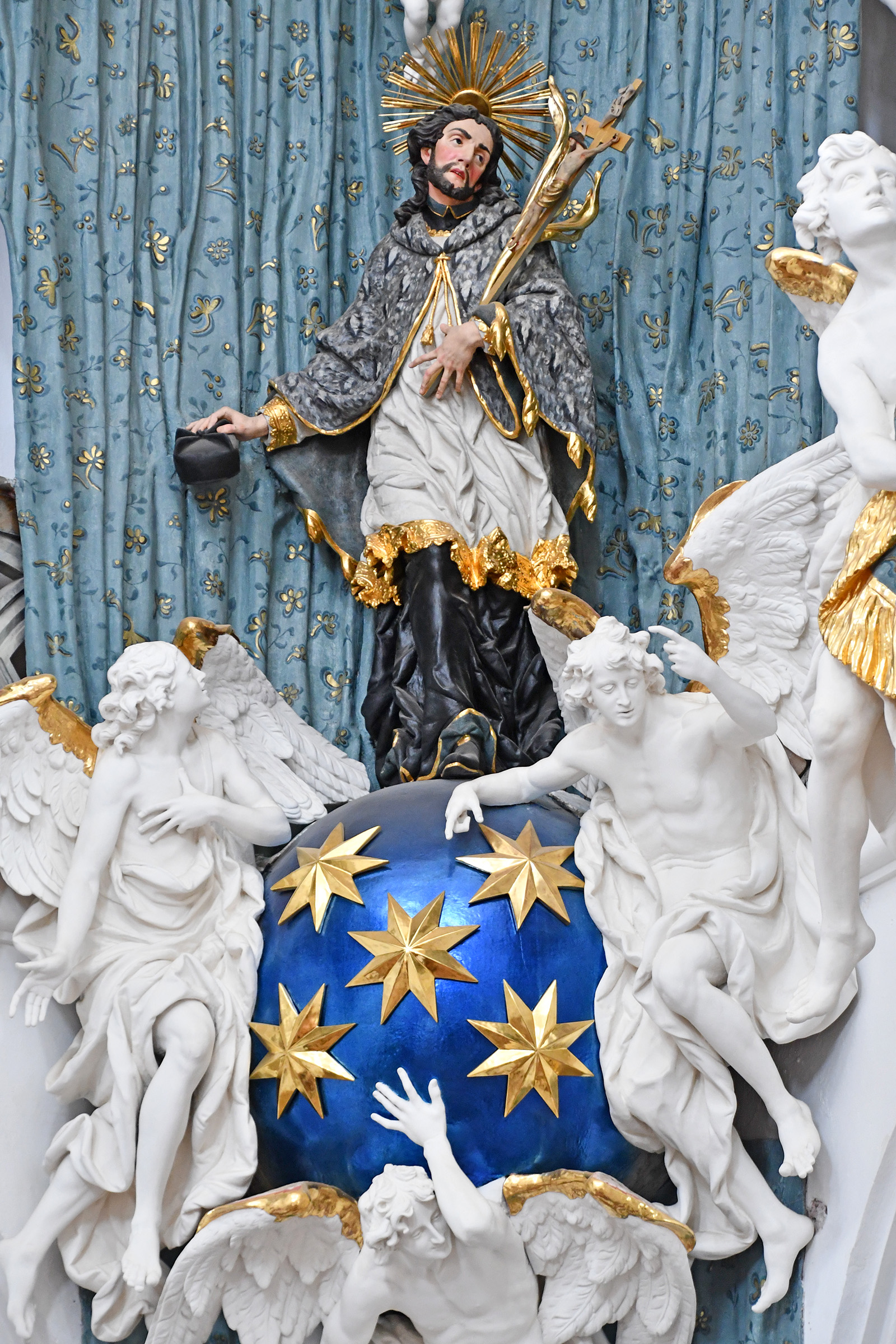
De Bedevaartskerk van Sint-Johannes van Nepomuk in Czechie is werelderfgoed.

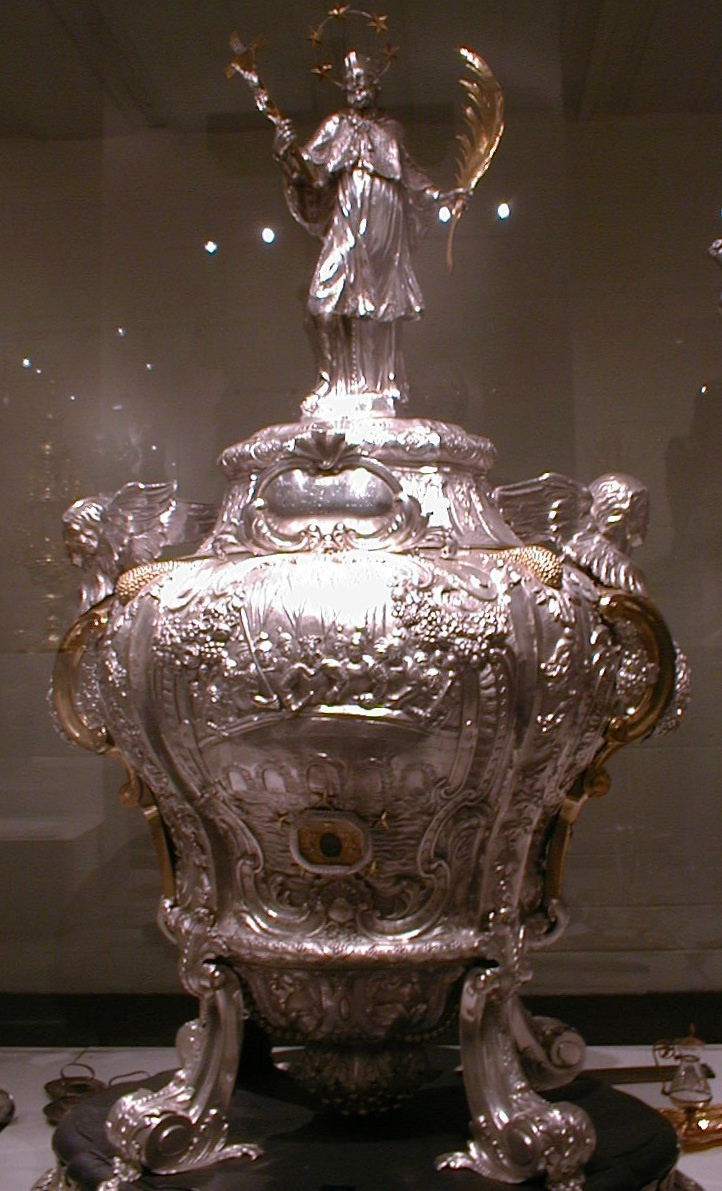
het 18e-eeuwse schrijn van Johannes Nepomucenus, Sint-Nicolaaskerk in Sint-Niklaas is opgenomen als Vlaams Topstuk.

Johannes werd in 1729 heilig verklaard door paus Benedictus XIII. Zijn hoog-barokke praalgraf bevindt zich in de dom van Praag. Hij is de patroon van Bohemen, van biechtvaders, priesters, schippers, molenaars, van het biechtgeheim, van het zwijgen, van waterbedreigingen en van bruggen. Zijn feestdag is 16 mei.

## Iconografie
Dikwijls vindt men een beeld van de heilige Johannes van Nepomuk op of naast een brug (In Nederland alleen in het Limburgse dorp Swalmen over het riviertje de Swalm en  in Ool een kapelletje langs de Maas,  in België onder andere in Kortrijk, Brugge, Aalst en Malmedy). Vaak heeft hij één hand op de mond (biechtgeheim), in de andere een kruis (marteldood). De krans rond zijn hoofd draagt vijf sterren die wel als tacui (Latijn voor "Ik heb gezwegen") worden uitgelegd.
De heilige Johannes van Nepomuk is de belangrijkste brugheilige in West-Europa. Het beeld van Johannes Nepomucenus was het eerste dat in 1683 op de Praagse Karelsbrug werd geïnstalleerd op de plaats waar hij volgens de overlevering in de Moldau zou zijn gegooid.
De uit 1839 stammende katholieke kerk van Woudrichem (N.B.) is toegewijd aan de heilige Joannes Nepomucenus als bijzondere beschermer van hen, wier goede naam gevaar loopt door laster of kwaadwilligheid te worden bezoedeld. Een groot beeld van deze heilige siert de voorgevel van de kerk.
Ook de barokke kerk van Klooster Wittem (gebouwd in 1732) werd aanvankelijk toegewijd aan Johannes Nepomucenus. Toen de redemptoristen in 1836 kerk en klooster in gebruik namen, voegden zij hun eigen stichter als patroon toe. De kerk is sindsdien toegewijd aan HH. Alfonsus de Liguori en Johannes Nepomucenus.

## Galerij

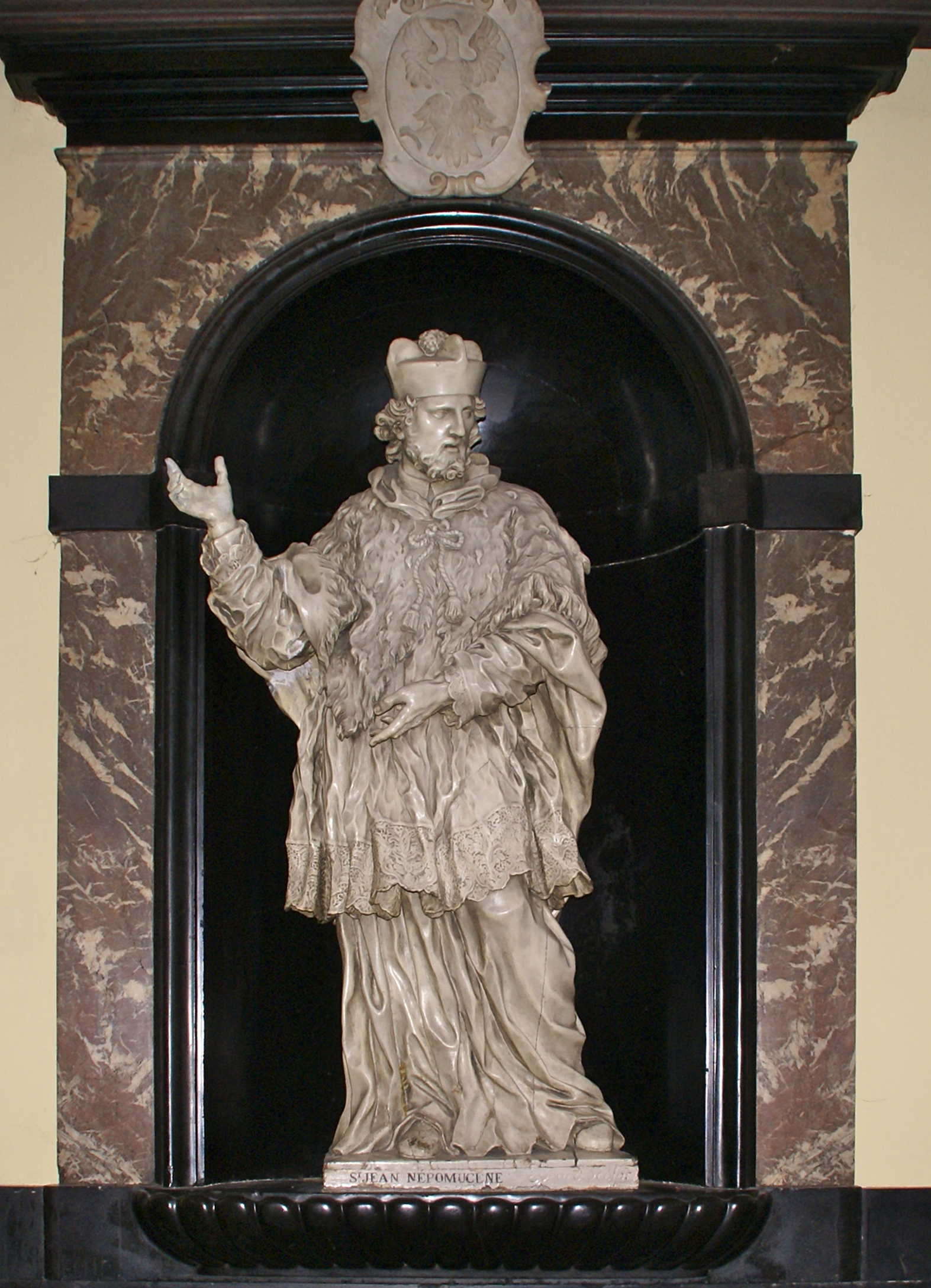
Johannes Nepomucenus door Guillaume Évrard, Luik, collegiale Sint-Denijskerk
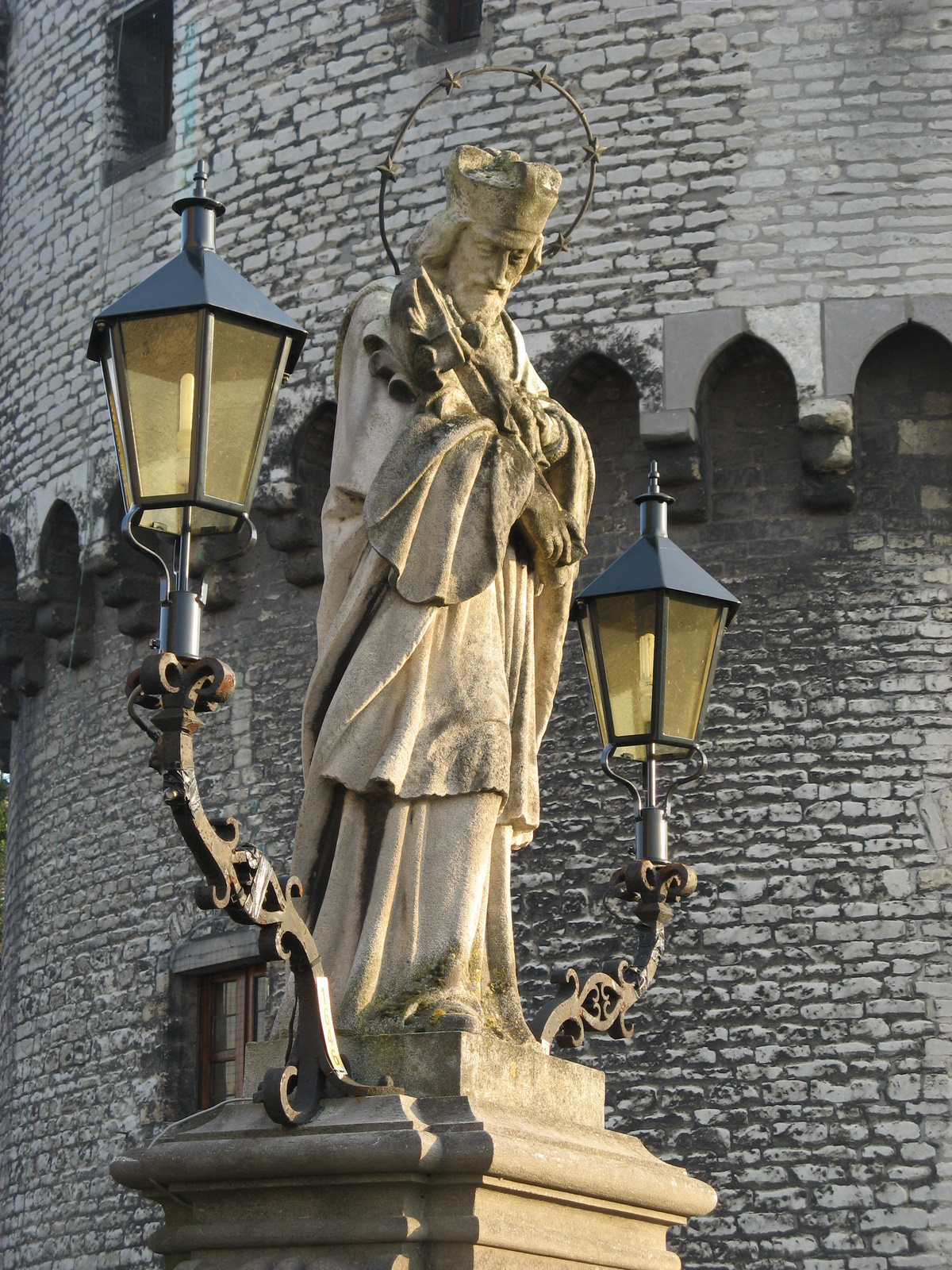
Standbeeld van Johannes Nepomucenus aan de Broeltorens in Kortrijk
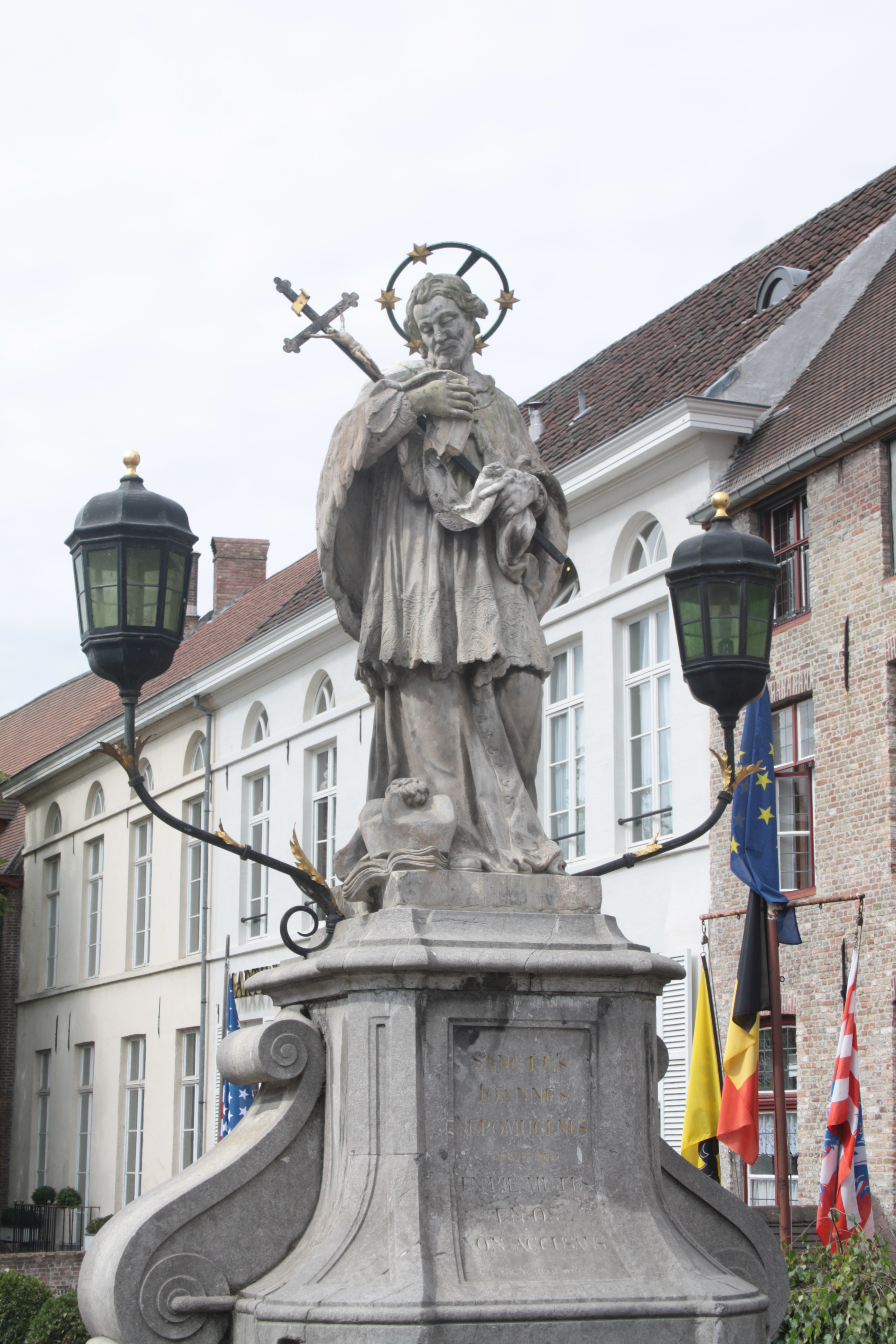
Nepomucenusbrug te Brugge.
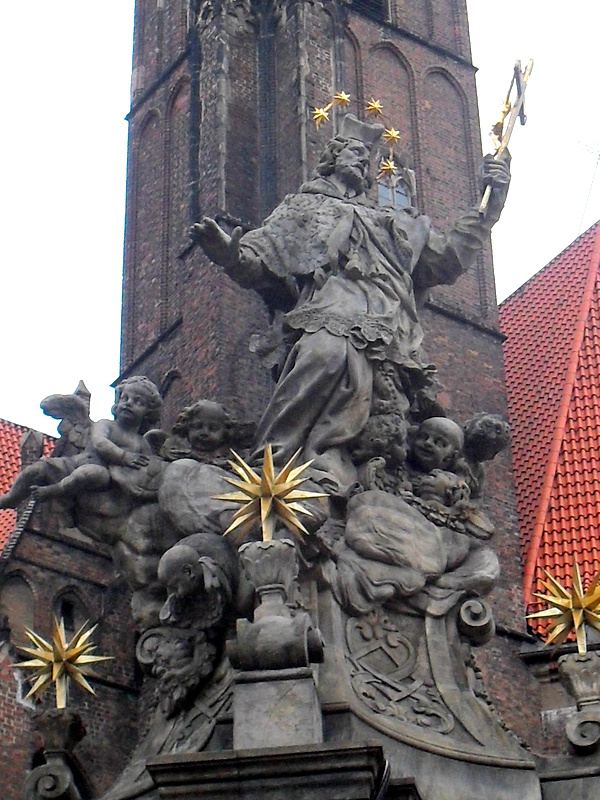
Wrocław, Johannes Nepomucenus
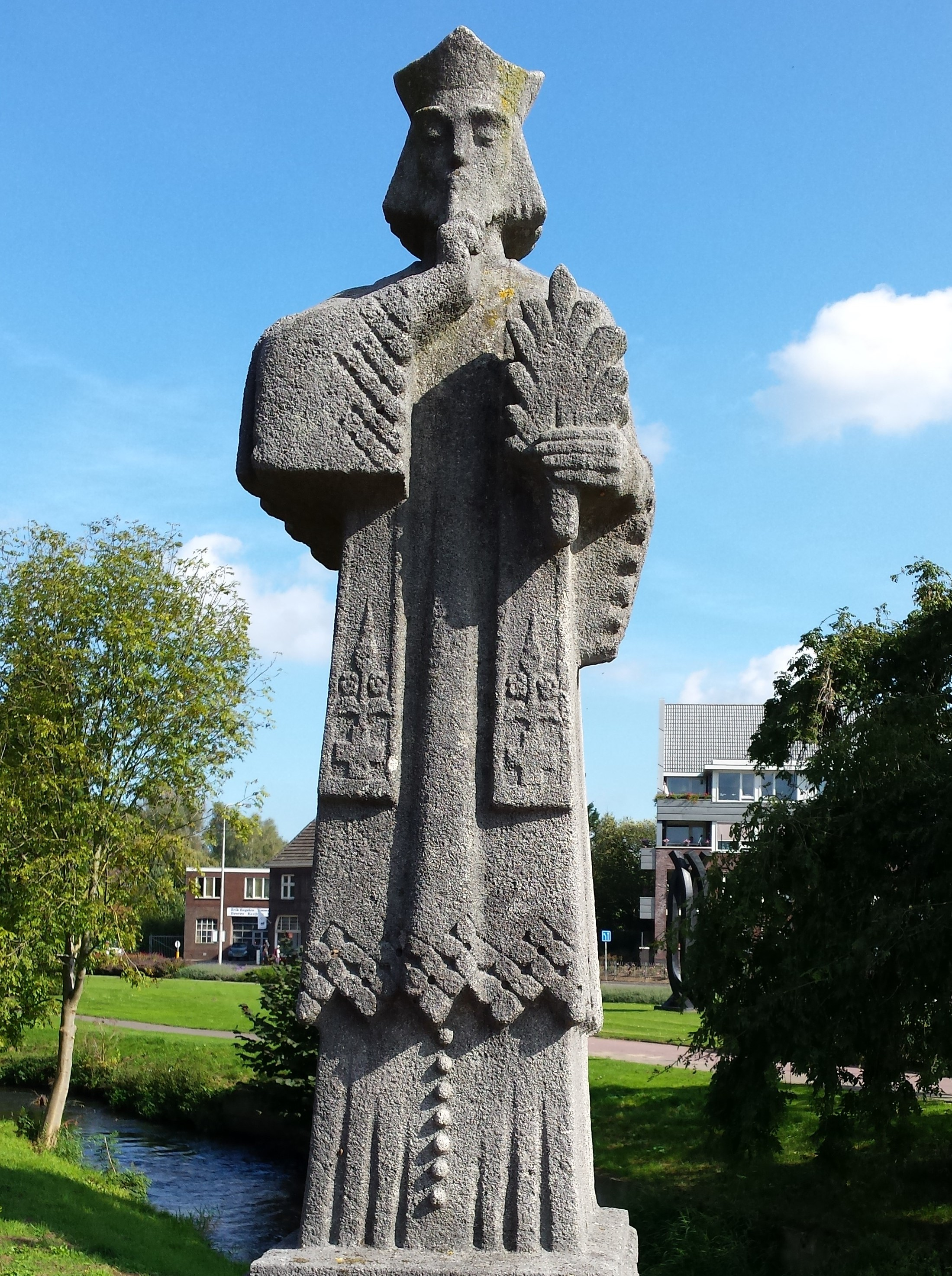
Nepomucenus in Swalmen.
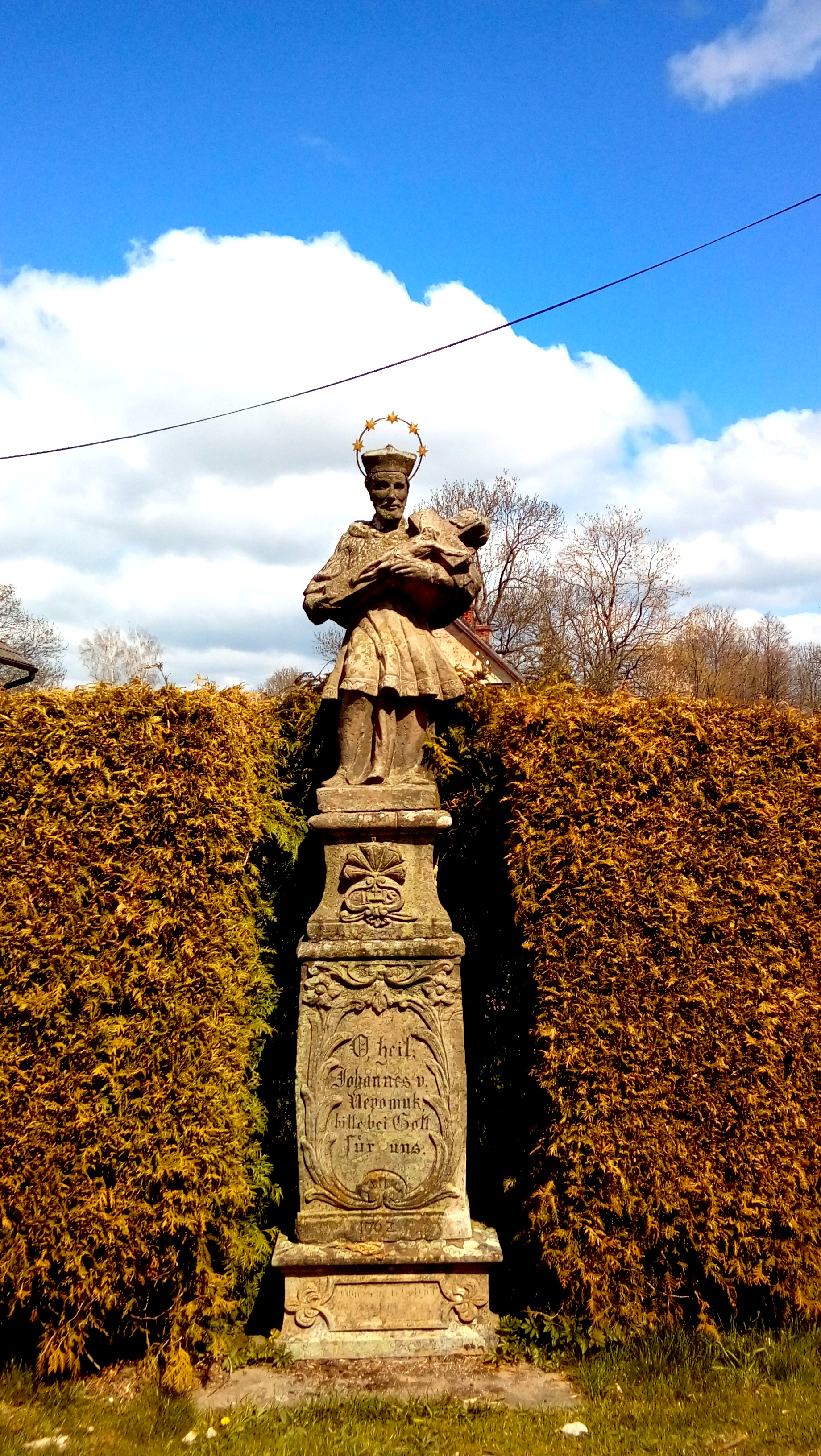
Nepomucenus in Královec
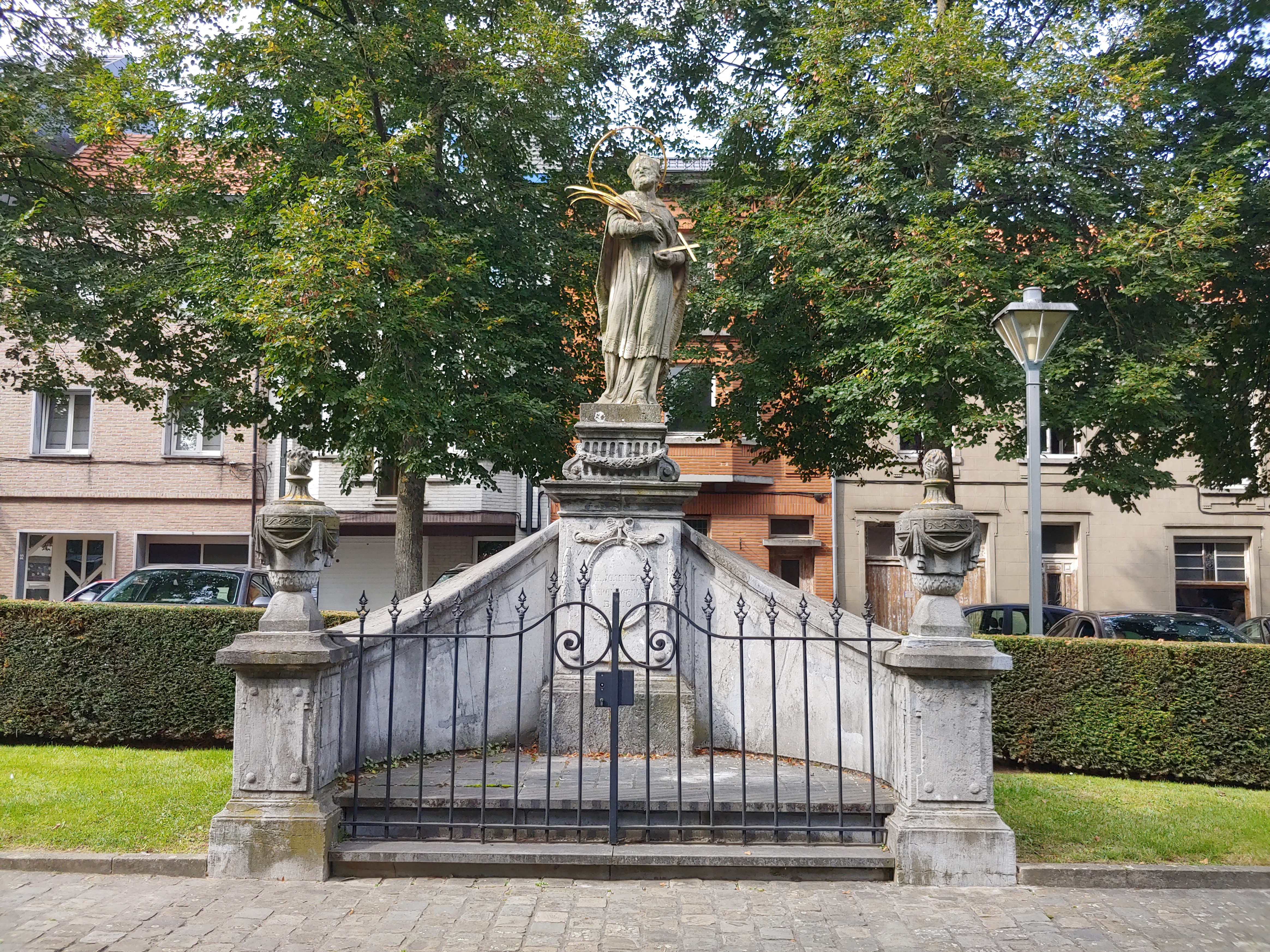
Nepomucenus standbeeld bij de Houtmarkt te Aalst.

- Bibsys: 1535375968005
- Biblioteca Nacional de España: XX983744
- Gemeinsame Normdatei: 118558013
- International Standard Name Identifier: 0000 0001 2212 386X
- Library of Congress Control Number: n86094756
- Nationale Bibliotheek van Tsjechië: jn20000728449
- Nationale bibliotheek van Australië: 61542988
- Nationale Bibliotheek van Israël: 987007271336205171
- Système universitaire de documentation: 034135553
- Union List of Artist Names: 500354376
- Virtual International Authority File: 886145856881622920259